# Toñete
Antonio Catalán Palazón más conocido como Toñete (3 de febrero de 1997, Madrid) es un torero español que tomó la alternativa el 15 de septiembre de 2018 en Nimes.

## Biografía
Toñete nació el 3 de febrero de 1997 en Madrid, desde chico ya le gustaba el mundo del toreo hasta que un día dio el salto y se inició en una escuela taurina. Es hijo del empresario Antonio Catalán y la periodista Candela Palazón.

## Carrera profesional
Debutó con picadores el 23 de abril de 2016 en Zamora con novillos de Fernando Peña compartiendo cartel con Clemente y Aitor Darío El Gallo, su resultado artístico fue una oreja en el primero de su lote y ovación en el segundo.
Se presentó en Las Ventas como novillero con picadores en la feria de San Isidro el 21 de mayo de 2018 con novillos de Conde de Mayalde completando el cartel Pablo Atienza y Alfonso Cadaval, su resultado artístico fue ovación en el primero y una oreja en su segundo.
Tomó la alternativa el 15 de septiembre de 2018 en Nimes, teniendo de padrino a Enrique Ponce y de testigo a El Juli con toros de Victoriano del Río y Garcigrande, el resultado artístico fue de tres orejas abriendo la puerta grande junto a Enrique Ponce, vistió un traje de luces de color rosa palo y oro.
La temporada 2019 la inicio en la Plaza de Toros de Olivenza en la corrida anunciada el 8 de marzo, el cartel lo completaba el extremeño José Garrido y el mexicano Luis David Adame con toros de la ganadería brava El Tajo y La Reina. Toñete fue herido con una cornada interna al entrar a matar al primero de su lote.

## Estadísticas
| año  | festejos | orejas | rabos | indultos |
| ---- | -------- | ------ | ----- | -------- |
| 2016 | 6        | 8      | 0     | 0        |
| 2017 | 33       | 29     | 1     | 0        |
| 2018 | 30       | 43     | 0     | 0        |
| 2019 | 22       | 28     | 0     | 0        |